# Neil Summers
Neil Summers (* 28. April 1944 in London) ist ein US-amerikanischer Stuntman und Schauspieler.

## Leben
Summers wurde in London geboren und wuchs bis 1958, als seine Familie in die Vereinigten Staaten übersiedelte, in Südafrika auf. Nach dem High-School-Abschluss in Phoenix, Arizona, begann er, als professioneller Stuntman zu arbeiten. In den Anfangsjahren seiner Karriere wirkte er vor allem in amerikanischen Western-Filmen – vor allem mit John Wayne – und Western-Serien wie Bonanza oder Rauchende Colts mit. Nachdem der Regisseur Sergio Leone Summers in dem Spätwestern Das war Roy Bean von 1970 sah, engagierte er ihn als Sidekick von Terence Hill und Henry Fonda für die italienische Westernparodie Mein Name ist Nobody, die es Summers ermöglichte, auch in der europäischen Filmindustrie Fuß zu fassen. Er war als Stuntman und Darsteller in Nebenrollen an Kino- und Fernsehfilmen, sowie an Fernsehserien, darunter Lucky Luke, Harry und die Hendersons oder Dr. Quinn – Ärztin aus Leidenschaft mitgewirkt.
Summers ist bekennender „Westernfan“ und besitzt eine umfangreiche Sammlung aus Western-Memorabilia, die teilweise im Gene Autry Museum ausgestellt ist. Er schrieb mehrere Bücher über den „Wilden Westen“ und dessen Darstellung in Film und Fernsehen. Nach über 40 Jahren Tätigkeit als Stuntman zählt zu den „am häufigsten getöteten Darstellern“: So wurde er im Laufe seiner Karriere unter anderem mehrfach von John Wayne, James Arness (als Marshal Matt Dillon) und den Darstellern der Familie Cartwright aus Bonanza „erschossen“.
Seine Filmografie als Stuntman umfasst unter anderem Filme wie Die nackte Kanone 2½ (1991), Chaplin (1992), Die nackte Kanone 33⅓ (1994), Mars Attacks! (1996), Der Schakal (1997), U.S. Marshals (1998) und Das Mercury Puzzle (1998)
Als Darsteller spielte er unter anderem in Das war Roy Bean (1970), Mein Name ist Nobody (1973), Wild at Heart – Die Geschichte von Sailor und Lula (1990), Dick Tracy (1990), Die Troublemaker (1994), Bad Girls (1994), Die Verurteilten (1994) und Murder in the First (1995).
2001 wurde Summers, der Dank der Vermittlung Audie Murphys auch ein Mitglied der Screen Actors Guild ist, für seine Arbeit mit dem Angel Halo Award des Southern California Motion Picture Council ausgezeichnet. 2009 lebte Summers gemeinsam mit seiner Frau Karen in Albuquerque. Er ist der Sohn des Radrennfahrers Walter Summers.

## Werke – Bücher
- First Official TV Western Book. 1987, OCLC 27889789
- Candid cowboys. Old West Shop Publishing, 1989, OCLC 21565971.
- Candid Cowboys.  Vol. 2, Old West Shop Publishing, 1993.
- The unsung heroes. 1996, ISBN 1-928988-01-6.
- Back in shape. 2001, ISBN 0-9538123-1-6.
- mit Roger M. Crowley: TV Western Round Up. Old West Shop Publishing, 2002, ISBN 1-928988-03-2.

## Filmografie (Auswahl)
- 1994: Bad Girls